# Krasnohrad rajon
Krasnohrad rajon (ukrainsk: Красноградський район, tr. Krasnohradskij rajon) er en af 7 rajoner i Kharkiv oblast i Ukraine, hvor Krasnohrad rajon er beliggende i det sydvestlige hjørne af oblasten. Efter Ukraines administrative reform fra juli 2020 er den tidligere Krasnohrad rajon nu udvidet med andre nærtliggende rajoner, så det samlede befolkningstal for Krasnohrad rajon er nået op på 108.900.